# Bački Monoštor
Bački Monoštor (serbocroata cirílico: Бачки Моноштор; húngaro: Monostorszeg) es un pueblo de Serbia, constituido administrativamente como una pedanía de la ciudad de Sombor en el distrito de Bačka del Oeste de la provincia autónoma de Voivodina.
En 2011 tenía 3485 habitantes. Más de la mitad de la población local está formada por un subgrupo étnico de los croatas conocido como "Šokci".
El pueblo fue fundado a principios del siglo XVIII para albergar a los antiguos habitantes de tierras cercanas inundadas por el Danubio. Desde 1752 cuenta con una iglesia católica, dedicada a San Pedro y San Pablo, y en 1826 se abrió la primera escuela en el pueblo.
Se ubica unos 10 km al oeste de la capital municipal Sombor, junto a la frontera con Croacia en el entorno de las tierras inundadas del Danubio.